# Governo Conte II
Il governo Conte II è stato il sessantaseiesimo esecutivo della Repubblica Italiana, il secondo della XVIII legislatura.
È rimasto in carica dal 5 settembre 2019 al 13 febbraio 2021, per un totale di 527 giorni, ovvero 1 anno, 5 mesi e 8 giorni.
È stato un governo di coalizione composto da Movimento 5 Stelle, Partito Democratico, Liberi e Uguali e Italia Viva (quest'ultima dal 18 settembre 2019 al 13 gennaio 2021), formatosi in seguito alla crisi che ha portato alle dimissioni del governo Conte I. Dai colori tradizionalmente adottati dai partiti della maggioranza e analogamente al precedente «governo giallo-verde», il governo è stato spesso chiamato dalla stampa «governo giallo-rosso». Giuseppe Conte aveva ricevuto dal Presidente della Repubblica Sergio Mattarella l'incarico di formare il nuovo governo il 29 agosto 2019, accettandolo con riserva. Il 4 settembre 2019 il presidente incaricato sciolse positivamente la riserva, comunicando contestualmente la lista dei ministri. Il 5 settembre il governo prestò giuramento di fronte al Capo dello Stato.
Il governo ottenne la fiducia della Camera dei deputati il 9 settembre 2019 con 343 voti favorevoli, 263 contrari e 3 astenuti (i deputati della SVP). Il giorno successivo ottenne la fiducia del Senato con 169 voti favorevoli, 133 contrari e 5 astenuti.
Il 26 gennaio 2021 Conte rimise il mandato nelle mani del Presidente della Repubblica, rassegnando così le dimissioni dalla carica di presidente del Consiglio dei Ministri, al termine di un lungo periodo di tensioni con il leader del partito Italia Viva, Matteo Renzi. Il governo rimase in carica per il solo disbrigo degli affari correnti fino al 13 febbraio 2021, con il giuramento del governo Draghi.

## Contesto
Dopo alcune settimane di tensione nella maggioranza giallo-verde, l'8 agosto 2019 il segretario federale della Lega Matteo Salvini annuncia l'intenzione di ritirare il sostegno del suo partito al governo. Salvini innesca così la crisi di governo e chiede la convocazione di elezioni anticipate, prospettando la nascita di una coalizione di centro-destra aperta anche a Silvio Berlusconi e a Giorgia Meloni. Il giorno dopo il gruppo parlamentare della Lega presenta al Senato una mozione di sfiducia nei confronti del presidente del Consiglio; nondimeno, gli esponenti leghisti mantengono tutti i loro incarichi all'interno dell'esecutivo. Il 20 agosto, Conte riferisce al Senato in merito alla crisi di governo in atto, annunciando le proprie dimissioni; nel corso del dibattito la Lega ritira la sua stessa mozione di sfiducia, ma Conte decide ugualmente di porre fine all'esperienza di governo, formalizzando le dimissioni la sera stessa.
Nei giorni successivi, Salvini si rende disponibile a formare un nuovo governo con il M5S, proponendo Luigi Di Maio come presidente del Consiglio: questi rifiuta tuttavia ogni ipotesi di accordo col partito che ha ormai aperto la crisi.
In seguito alle consultazioni di rito, è stata rilevata la possibile esistenza di una nuova maggioranza parlamentare tra Movimento 5 Stelle, Partito Democratico e Liberi e Uguali. Dopo numerosi incontri tra il capo politico pentastellato Luigi Di Maio e il segretario del PD Nicola Zingaretti, il 29 agosto il presidente della Repubblica Mattarella conferisce nuovamente a Giuseppe Conte l'incarico di formare il nuovo governo.
Conte accetta l'incarico «con riserva», iniziando così i suoi colloqui con le sopradette forze politiche, per addivenire alla definizione della squadra di governo.
Il 4 settembre successivo Conte scioglie la riserva, annunciando la composizione del nuovo Consiglio dei ministri. L'indomani Conte e i ministri giurano davanti al presidente della Repubblica e il governo entra ufficialmente in carica.

## Compagine di governo

### Appartenenza politica
L'appartenenza politica dei membri del Governo, al momento dell'insediamento, si può così riassumere:
| Partito | Partito                                   | Presidente | Ministri | Viceministri | Sottosegretari | Totale |
| ------- | ----------------------------------------- | ---------- | -------- | ------------ | -------------- | ------ |
|         | Movimento 5 Stelle                        | -          | 9        | 6            | 16             | 31     |
|         | Partito Democratico                       | -          | 9        | 4            | 14             | 27     |
|         | Indipendente di area M5S                  | 1          | 1        | -            | -              | 2      |
|         | Articolo Uno                              | -          | 1        | -            | 1              | 2      |
|         | Sinistra Italiana                         | -          | -        | -            | 1              | 1      |
|         | Movimento Associativo Italiani all'Estero | -          | -        | -            | 1              | 1      |
|         | Indipendenti                              | -          | 1        | -            | 1              | 1      |

L'appartenenza politica dei membri del governo e dei sottosegretari di Stato, al momento delle dimissioni, si può così riassumere: 
| Partito | Partito                                   | Presidente | Ministri | Viceministri | Sottosegretari | Totale |
| ------- | ----------------------------------------- | ---------- | -------- | ------------ | -------------- | ------ |
|         | Movimento 5 Stelle                        | -          | 9        | 6            | 16             | 31     |
|         | Partito Democratico                       | -          | 7        | 4            | 13             | 24     |
|         | Italia Viva                               | -          | 2        | -            | 1              | 3      |
|         | Indipendente di area Centro-Sinistra      | -          | 1        | -            | -              | 1      |
|         | Indipendente di area M5S                  | 1          | 1        | -            | -              | 2      |
|         | Articolo Uno                              | -          | 1        | -            | 1              | 2      |
|         | Sinistra Italiana                         | -          | -        | -            | 1              | 1      |
|         | Movimento Associativo Italiani all'Estero | -          | -        | -            | 1              | 1      |
|         | Indipendenti                              | -          | 1        | -            | 1              | 2      |

### Provenienza geografica

Ripartizione geografica dei membri del Consiglio dei Ministri

La provenienza geografica dei membri del Governo, attualmente, si può così riassumere:
| Regione               | Presidente | Ministri | Viceministri | Sottosegretari | Totale |
| --------------------- | ---------- | -------- | ------------ | -------------- | ------ |
| Puglia                | 1          | 1        | -            | 2              | 4      |
| Campania              | -          | 5        | -            | 3              | 8      |
| Sicilia               | -          | 3        | 2            | 3              | 8      |
| Lazio                 | -          | 2        | 2            | 3              | 7      |
| Lombardia             | -          | 1        | 3            | 2              | 6      |
| Emilia-Romagna        | -          | 2        | -            | 3              | 5      |
| Veneto                | -          | 1        | -            | 4              | 5      |
| Piemonte              | -          | 2        | 1            | 1              | 4      |
| Basilicata            | -          | 2        | -            | 2              | 4      |
| Umbria                | -          | -        | 2            | 1              | 3      |
| Abruzzo               | -          | -        | -            | 2              | 2      |
| Marche                | -          | -        | -            | 2              | 2      |
| Sardegna              | -          | -        | -            | 2              | 2      |
| Friuli-Venezia Giulia | -          | 1        | -            | -              | 1      |
| Calabria              | -          | -        | -            | 1              | 1      |

### Sostegno parlamentare
La legenda raffigura la situazione parlamentare alla Camera dei deputati e al senato della Repubblica nel momento della richiesta delle Fiducia da parte del nuovo esecutivo il 09 settembre 2019 presso la camera e il giorno seguente al senato.
| Camera                  | Collocazione | Partiti                                   | Seggi     |
| ----------------------- | ------------ | ----------------------------------------- | --------- |
| Camera dei deputati     | Maggioranza  | M5S (218), PD(110), LeU (14), Maie (1)    | 343 / 629 |
| Camera dei deputati     | Opposizione  | Lega (125) FI (104) - FdI (32), Misto (2) | 263 / 629 |
| Senato della Repubblica | Maggioranza  | M5S(110), PD(52), LeU (6), Maie (1)       | 169 / 321 |
| Senato della Repubblica | Opposizione  | Lega (58) - FI (57) - FdI (18)            | 133 / 321 |

Sulla base delle dichiarazioni di voto espresse dai gruppi parlamentari in occasione del voto di fiducia del 18 gennaio 2021, l'appoggio parlamentare al Governo si può riassumere come segue:
| Camera                  | Collocazione | Partiti | Seggi     |
| ----------------------- | ------------ | --- | --------- |
| Camera dei deputati     | Maggioranza  | M5S (191) - PD (93) - IV (1) - Misto (28) - LeU (12)                                                       | 324 / 629 |
| Camera dei deputati     | Opposizione  | Lega (131) - FI (91) - FdI (33) - IV (28) - Misto (18)                                                     | 305 / 629 |
| Senato della Repubblica | Maggioranza  | M5S (92) - PD (34) - Per le Autonomie (8) - Europeisti-MAIE-Centro Democratico (10) - Misto (13) - PSI (1) | 158 / 321 |
| Senato della Repubblica | Opposizione  | Lega (63) - FI (52) - FdI (19) - IV (17) - Misto (8)                                                       | 163 / 321 |

Il Governo gode dell'appoggio parlamentare dei seguenti partiti o gruppi presenti in Parlamento:
- Movimento 5 Stelle
- Partito Democratico
- Liberi e Uguali
- Movimento Associativo Italiani all'Estero[37]
- Partito Socialista Italiano[38] (appoggio esterno)
- SVP, UV, PATT e CpE[39] (appoggio esterno)
- Centro Democratico e Sicilia Futura[40] (appoggio esterno)

In passato l'esecutivo è stato appoggiato anche dai seguenti partiti:
- Popolo Protagonista-Alternativa Popolare[41] (fino al 23 dicembre 2020)
- Italia Viva (fino al 13 gennaio 2021)
- Moderati[42] (fino al 13 gennaio 2021)

## Composizione
| Presidenza del Consiglio dei ministri         | Presidenza del Consiglio dei ministri | Presidenza del Consiglio dei ministri                                                            | Presidenza del Consiglio dei ministri                | Presidenza del Consiglio dei ministri | Presidenza del Consiglio dei ministri |
| Carica                                        | Titolare                              | Titolare                                                                                         | Titolare                                             | Sottosegretari di Stato alla Presidenza del Consiglio | Sottosegretari di Stato alla Presidenza del Consiglio |
| --------------------------------------------- | ------------------------------------- | ------------------------------------------------------------------------------------------------ | ---------------------------------------------------- | --- | --- |
| Presidente del Consiglio dei ministri         |                                       |                                                                                                  | Giuseppe Conte (Indipendente di area M5S)            | - Riccardo Fraccaro (M5S) Segretario del Consiglio dei ministri - Andrea Martella (PD) Con delega all'editoria e al programma di governo - Mario Turco (M5S) Con delega alla programmazione economica e investimenti - Pietro Benassi (Indipendente) Autorità delegata per la sicurezza della Repubblica | - Riccardo Fraccaro (M5S) Segretario del Consiglio dei ministri - Andrea Martella (PD) Con delega all'editoria e al programma di governo - Mario Turco (M5S) Con delega alla programmazione economica e investimenti - Pietro Benassi (Indipendente) Autorità delegata per la sicurezza della Repubblica |
| Ministri senza portafoglio                    | Ministri senza portafoglio            | Ministri senza portafoglio                                                                       | Ministri senza portafoglio                           | Sottosegretari di Stato | Sottosegretari di Stato |
| Rapporti con il Parlamento                    |                                       |                                                                                                  | Federico D'Incà (M5S)                                | - Gianluca Castaldi (M5S) - Simona Malpezzi (PD) | - Gianluca Castaldi (M5S) - Simona Malpezzi (PD) |
| Innovazione tecnologica e digitalizzazione    |                                       |                                                                                                  | Paola Pisano (M5S)                                   | Carica non assegnata | Carica non assegnata |
| Pubblica amministrazione                      |                                       |                                                                                                  | Fabiana Dadone (M5S)                                 | Carica non assegnata | Carica non assegnata |
| Affari regionali e autonomie                  |                                       |                                                                                                  | Francesco Boccia (PD)                                | Carica non assegnata | Carica non assegnata |
| Sud e coesione territoriale                   |                                       |                                                                                                  | Giuseppe Provenzano (PD)                             | Carica non assegnata | Carica non assegnata |
| Politiche giovanili e sport                   |                                       |                                                                                                  | Vincenzo Spadafora (M5S)                             | Carica non assegnata | Carica non assegnata |
| Pari opportunità e famiglia                   |                                       |                                                                                                  | Elena Bonetti (PD/IV) (fino al 14 gennaio 2021)      | Carica non assegnata | Carica non assegnata |
| Affari europei                                |                                       |                                                                                                  | Vincenzo Amendola (PD)                               | - Laura Agea (M5S) | - Laura Agea (M5S) |
| Ministeri                                     |                                       |                                                                                                  |                                                      | | |
| Ministri                                      | Ministri                              | Ministri                                                                                         | Ministri                                             | Viceministri | Sottosegretari di Stato |
| Affari esteri e cooperazione internazionale   |                                       |                                                                                                  | Luigi Di Maio (M5S)                                  | - Emanuela Del Re (M5S) - Marina Sereni (PD) | - Manlio Di Stefano (M5S) - Ricardo Merlo (MAIE) - Ivan Scalfarotto (PD/IV) |
| Interno                                       |                                       |                                                                                                  | Luciana Lamorgese (Indipendente)                     | - Vito Crimi (M5S) - Matteo Mauri (PD) | - Carlo Sibilia (M5S) - Achille Variati (PD) |
| Giustizia                                     |                                       |                                                                                                  | Alfonso Bonafede (M5S)                               | Carica non assegnata | - Vittorio Ferraresi (M5S) - Andrea Giorgis (PD) |
| Difesa                                        |                                       |                                                                                                  | Lorenzo Guerini (PD)                                 | Carica non assegnata | - Giulio Calvisi (PD) - Angelo Tofalo (M5S) |
| Economia e finanze                            |                                       |                                                                                                  | Roberto Gualtieri (PD)                               | - Laura Castelli (M5S) - Antonio Misiani (PD) | - Pier Paolo Baretta (PD) - Maria Cecilia Guerra (Art.1) - Alessio Villarosa (M5S) |
| Sviluppo economico                            |                                       |                                                                                                  | Stefano Patuanelli (M5S)                             | - Stefano Buffagni (M5S) | - Mirella Liuzzi (M5S) - Gian Paolo Manzella (PD) - Alessia Morani (PD) - Alessandra Todde (M5S) |
| Politiche agricole alimentari e forestali     |                                       |                                                                                                  | Teresa Bellanova (PD/IV) (fino al 14 gennaio 2021)   | Carica non assegnata | - Giuseppe L'Abbate (M5S) |
| Politiche agricole alimentari e forestali     |                                       | Giuseppe Conte (Indipendente di area M5S) (ad interim) (dal 14 gennaio 2021)                     |                                                      | Carica non assegnata | - Giuseppe L'Abbate (M5S) |
| Ambiente e tutela del territorio e del mare   |                                       |                                                                                                  | Sergio Costa (Indipendente di area M5S)              | Carica non assegnata | - Roberto Morassut (PD) |
| Infrastrutture e trasporti                    |                                       |                                                                                                  | Paola De Micheli (PD)                                | - Giancarlo Cancelleri (M5S) | - Salvatore Margiotta (PD) - Roberto Traversi (M5S) |
| Lavoro e politiche sociali                    |                                       |                                                                                                  | Nunzia Catalfo (M5S)                                 | Carica non assegnata | - Stanislao Di Piazza (M5S) - Francesca Puglisi (PD) |
| Istruzione, università e ricerca (scorporato) |                                       |                                                                                                  | Lorenzo Fioramonti (M5S) (fino al 30 dicembre 2019)  | - Anna Ascani (PD) | - Lucia Azzolina (M5S) - Giuseppe De Cristofaro (SI) |
| Istruzione, università e ricerca (scorporato) |                                       | Giuseppe Conte (Indipendente di area M5S) (ad interim) (dal 30 dicembre 2019 al 10 gennaio 2020) |                                                      | - Anna Ascani (PD) | - Lucia Azzolina (M5S) - Giuseppe De Cristofaro (SI) |
| Istruzione (istituito)                        |                                       |                                                                                                  | Lucia Azzolina (M5S) (dal 10 gennaio 2020)           | - Anna Ascani (PD) | - Giuseppe De Cristofaro (SI) (fino al 9 agosto 2020) |
| Università e ricerca (istituito)              |                                       |                                                                                                  | Gaetano Manfredi(Indipendente) (dal 10 gennaio 2020) | Carica non assegnata | - Giuseppe De Cristofaro (SI) (dal 9 agosto 2020) |
| Beni e attività culturali e turismo           |                                       |                                                                                                  | Dario Franceschini (PD)                              | Carica non assegnata | - Lorenza Bonaccorsi (PD) - Anna Laura Orrico (M5S) |
| Salute                                        |                                       |                                                                                                  | Roberto Speranza (Art.1)                             | - Pierpaolo Sileri (M5S) | - Sandra Zampa (PD) |

## Capidelegazione
Dopo che il presidente della Repubblica ebbe affidato a Giuseppe Conte il mandato di formare un nuovo governo, le trattative tra Movimento 5 Stelle e Partito Democratico si bloccarono. Il motivo era legato al ruolo del vicepresidente del consiglio: infatti Luigi Di Maio, leader del Movimento 5 Stelle, voleva conservare per sé il ruolo di vicepresidente del consiglio, già ricoperto nel precedente governo; mentre il PD chiedeva che questo ruolo spettasse unicamente a un esponente del PD, in quanto il presidente del consiglio era già indicato dal Movimento 5 Stelle. La situazione si sbloccò solo quando Dario Franceschini, candidato vicepresidente del consiglio in pectore per il Partito Democratico, rinunciò a questo ruolo. Nella stessa giornata Di Maio, durante una diretta Facebook, annunciò il suo passo indietro e sbloccò le trattative per la formazione del governo. La figura del vicepresidente del consiglio dei ministri, assente nel Governo Conte II, è rimpiazzata dalla figura del capodelegazione. Ogni partito facente parte della coalizione di governo, infatti, delega un ministro di rappresentarlo ai tavoli di governo e di guidare la propria squadra di ministri e sottosegretari. 
| Partito                                | Partito                      | Capodelegazione                                             | Ruolo                                                            |
| -------------------------------------- | ---------------------------- | ----------------------------------------------------------- | ---------------------------------------------------------------- |
|                                        | Movimento 5 Stelle           | Luigi Di Maio (fino al 28 gennaio 2020)                     | Ministro degli affari esteri e della cooperazione internazionale |
| Alfonso Bonafede (dal 28 gennaio 2020) | Movimento 5 Stelle           | Ministro della giustizia                                    |                                                                  |
|                                        | Partito Democratico (Italia) | Dario Franceschini                                          | Ministro per i beni e le attività culturali e per il turismo     |
|                                        | Italia Viva                  | Teresa Bellanova (dal 18 settembre 2019 al 13 gennaio 2021) | Ministro delle politiche agricole alimentari e forestali         |
|                                        | Liberi e Uguali              | Roberto Speranza                                            | Ministro della salute                                            |

## Cronologia

### 2019

#### Agosto
- 8 agosto - La Lega esce dalla maggioranza e chiede il ritorno alle urne. Il presidente del Consiglio Giuseppe Conte è ricevuto al Quirinale dal presidente della Repubblica Mattarella per fare il punto sulla crisi.[59]
- 9 agosto - La Lega presenta al Senato una mozione di sfiducia nei confronti del governo.[60]
- 20 agosto - Il presidente del Consiglio Giuseppe Conte riferisce in Senato sulla crisi; in seguito a un acceso dibattito parlamentare, nonostante il ritiro della mozione di sfiducia da parte della Lega durante la seduta, Conte lascia Palazzo Madama e sale al Quirinale, dove rassegna le dimissioni al presidente della Repubblica, rimanendo in carica per il disbrigo degli affari correnti.[61]
- 21 e 22 agosto - Dopo le dimissioni del presidente del Consiglio, il presidente della Repubblica Sergio Mattarella svolge le consultazioni al Quirinale con il presidente emerito Napolitano (contattato telefonicamente), i presidenti del Senato e della Camera Alberti Casellati e Fico e i rappresentanti dei gruppi parlamentari. Alla fine delle consultazioni, il capo dello Stato annuncia che ne seguiranno altre, per accertare la presenza di una maggioranza in parlamento.Il Presidente del Consiglio uscente Conte entra nel palazzo del Quirinale per ricevere un nuovo incarico di formare il governo (29 agosto)

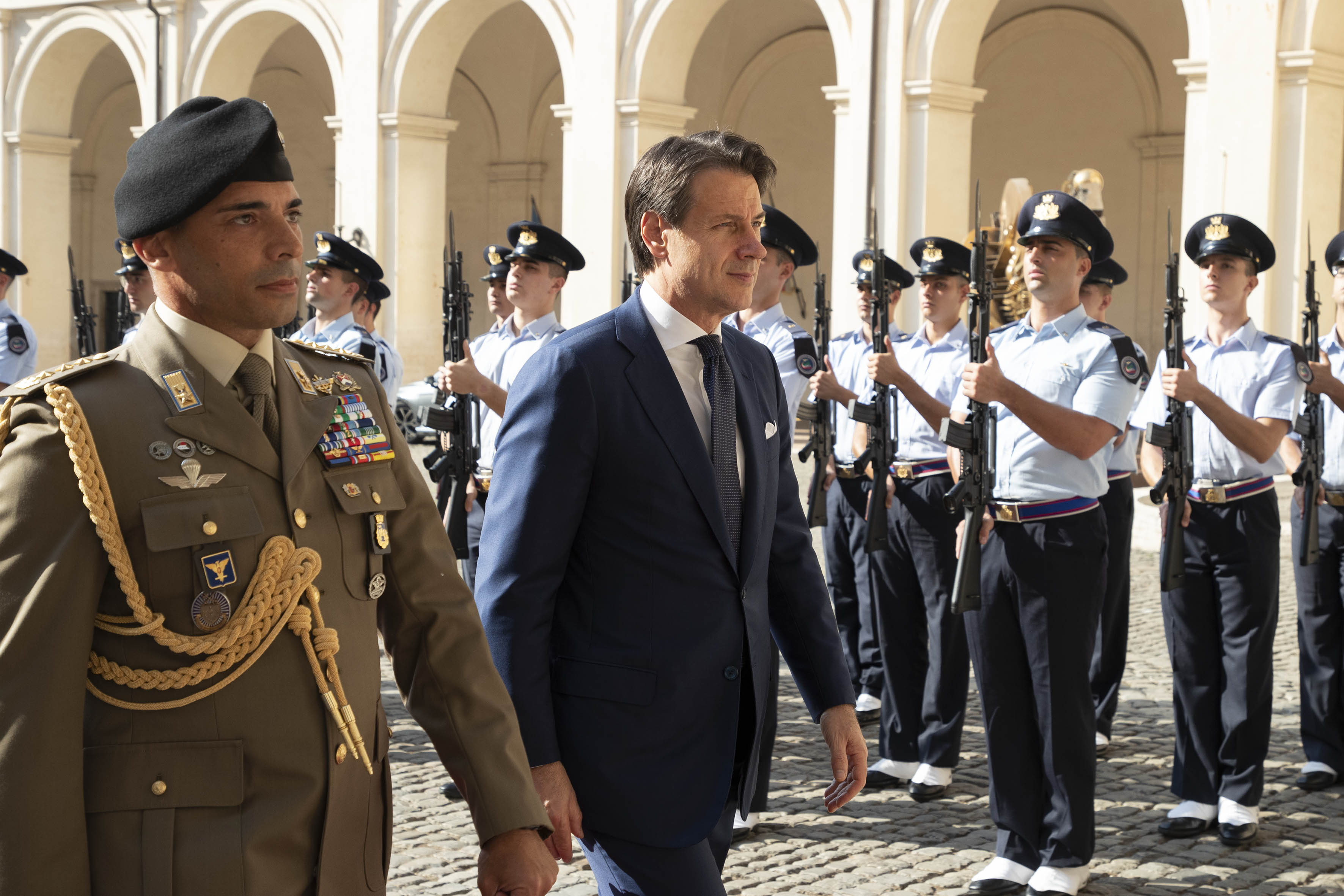
Il Presidente del Consiglio uscente Conte entra nel palazzo del Quirinale per ricevere un nuovo incarico di formare il governo (29 agosto)

- 29 agosto - Il presidente della Repubblica Sergio Mattarella, al termine del secondo giro di consultazioni al Quirinale coi rappresentanti delle istituzioni e dei partiti politici, conferisce a Conte l'incarico di formare il nuovo governo. Conte accetta con riservaIl Presidente della Repubblica Sergio Mattarella a colloquio con il Presidente del Consiglio incaricato Giuseppe Conte (29 agosto)

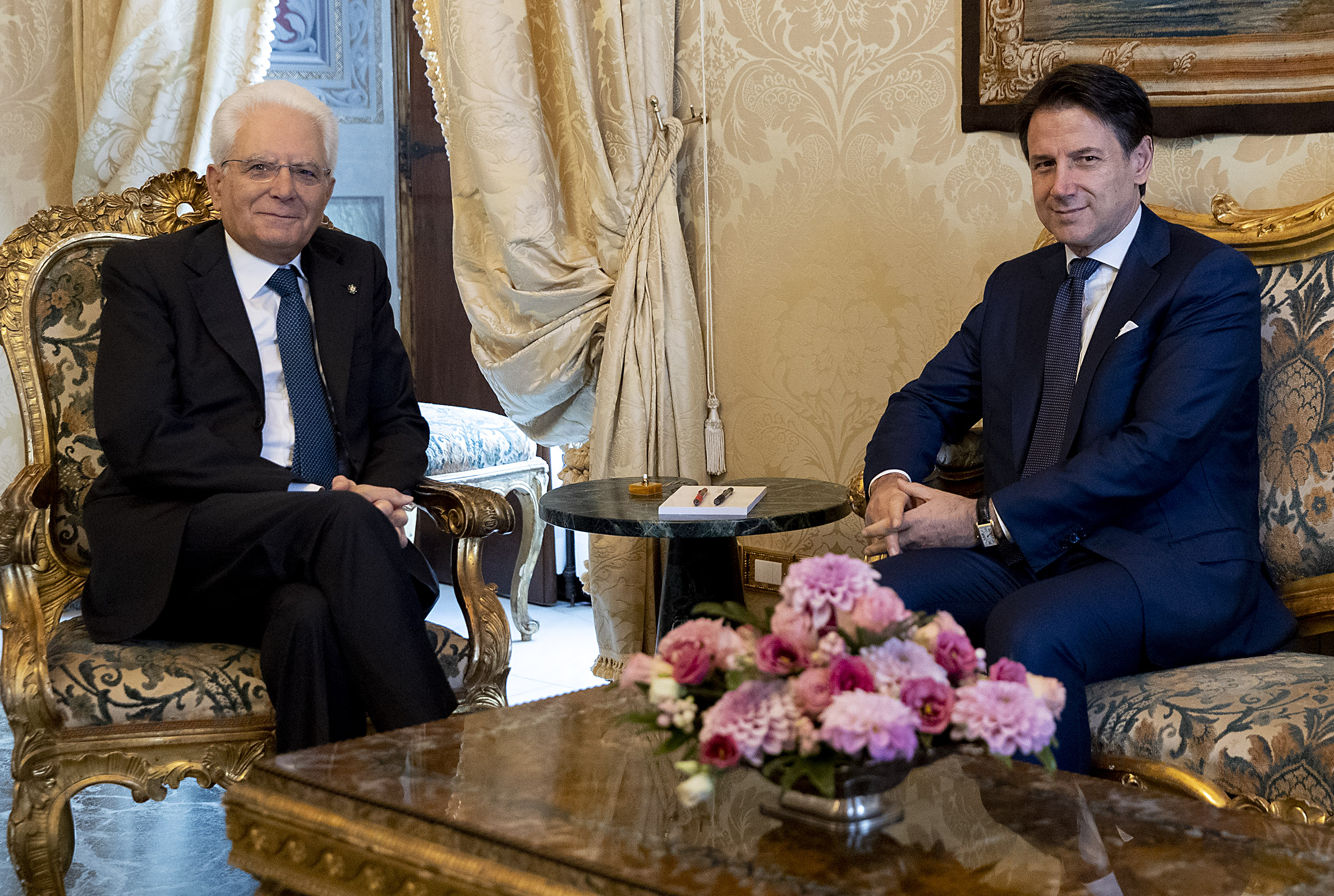
Il Presidente della Repubblica Sergio Mattarella a colloquio con il Presidente del Consiglio incaricato Giuseppe Conte (29 agosto)

#### Settembre
- 4 settembre - Il presidente incaricato Conte scioglie positivamente la riserva al Palazzo del Quirinale, indicando la squadra di governo.
- 5 settembre - Alle ore 10:00 il secondo governo Conte giura al Palazzo del Quirinale nelle mani del Capo dello Stato, entrando ufficialmente in carica. Nel primo Consiglio dei ministri l'onorevole Riccardo Fraccaro è nominato Sottosegretario di Stato alla Presidenza del Consiglio. Il presidente Giuseppe Conte informa il Consiglio dei ministri di aver proposto alla Presidente della Commissione europea Ursula von der Leyen il nome di Paolo Gentiloni quale Commissario europeo per gli affari economici e monetari per la nascente Commissione europea.
- 9 settembre - Il governo ottiene la fiducia alla Camera dei deputati con 343 voti a favore, 263 voti contrari e 3 astenuti.[62] Nel corso della mattinata, durante l'intervento del presidente del Consiglio, Fratelli d'Italia e Lega organizzano, senza simboli di partito, una manifestazione di protesta in Piazza di Monte Citorio[63].
- 10 settembre - Il governo ottiene la fiducia al Senato della Repubblica con 169 sì, 133 no e 5 astenuti (Gianluigi Paragone del M5S, Matteo Richetti del PD e i 3 senatori della SVP).[64]
- 11 settembre - Il presidente del Consiglio Giuseppe Conte si reca a Bruxelles per alcuni incontri con le istituzioni comunitarie tra cui la presidente eletta della Commissione UE Ursula von der Leyen, il predecessore Jean-Claude Juncker, il presidente uscente del Consiglio europeo Donald Tusk e il presidente designato Charles Michel, infine il presidente del Parlamento europeo David Sassoli.[65]
- 13 settembre - Il Consiglio dei ministri nomina 42 sottosegretari, di cui 10 assumeranno le funzioni di viceministri.[66][67] L'attribuzione ufficiale, con Decreto del presidente della Repubblica, del titolo di Vice Ministro ai 10 sottosegretari indicati avverrà solo un anno dopo, a seguito dell'affidamento delle deleghe approvato nella riunione del Consiglio dei Ministri del 7 agosto 2020. Il presidente del Consiglio Giuseppe Conte si reca in visita nelle zone colpite dal terremoto del centro Italia del 2016.
- 14 settembre - Il presidente del Consiglio Giuseppe Conte inaugura l'83ª edizione della Fiera del Levante a Bari e nel suo discorso illustra, in modo dettagliato, il “Piano per il Sud” del governo.[68]
- 16 settembre - Giurano a Palazzo Chigi i viceministri e i sottosegretari.[69]
- 19 settembre - Sia alla Camera che al Senato si formano i gruppi parlamentari di Italia Viva guidati da Matteo Renzi in seguito alla scissione dal PD: sosterranno comunque il governo e manterranno i loro componenti al suo interno.
- 30 settembre - Il presidente del Consiglio Giuseppe Conte e il Ministro dell'Economia Roberto Gualtieri al termine del Consiglio dei ministri, presentano in conferenza stampa la NADEF (Nota di aggiornamento al Documento di Economia e Finanza 2019).

#### Ottobre
- 1º ottobre - La Camera approva la Legge di delegazione europea con 264 voti favorevoli, 1 voto contrario e 102 astenuti.
- 8 ottobre - La Camera approva in via definitiva con 553 sì e 14 no la proposta di legge sul taglio dei parlamentari presentata dal Movimento 5 Stelle[70].
- 9 ottobre - A Palazzo Chigi il presidente del Consiglio Giuseppe Conte incontra il Segretario generale della Nato Jens Stoltenberg.
- 9 e 10 ottobre - Senato e Camera approvano la Nota di aggiornamento del Def 2019.
- 16 ottobre - Il presidente del Consiglio Giuseppe Conte riferisce alle Camere in vista del Consiglio europeo del 17 e 18 ottobre.
- 23 ottobre - Il Senato vota la fiducia posta sul decreto crisi aziendali con 168 favorevoli, 110 contrari e nessun astenuto.
- 24 ottobre - La Camera approva con 242 sì, 134 astenuti e 0 no la Legge Salva-Mare e, con 269 favorevoli, 3 contrari e 168 astenuti il Decreto sicurezza cibernetica.
- 29 ottobre - Il presidente del Consiglio Giuseppe Conte incontra a Palazzo Chigi il primo ministro della Repubblica di Macedonia del Nord Zoran Zaev.
- 31 ottobre - La Camera approva il Decreto crisi aziendali con 259 sì, 124 no e 1 astenuto.

#### Novembre
- 4 novembre - La manovra economica, varata dal governo, approda in Parlamento. L’esame dei 119 articoli di cui si compone il testo della legge di Bilancio 2020 inizia al Senato.
- 6 novembre - Il presidente del Consiglio Giuseppe Conte incontra a Palazzo Chigi i vertici dell'azienda "ArcelorMittal" a seguito dell’intenzione del gruppo siderurgico di dismettere lo stabilimento "ex Ilva" di Taranto.
- 8 novembre - Il presidente del Consiglio Giuseppe Conte si reca in visita allo stabilimento "ex Ilva" di Taranto per incontrare gli operai a seguito della crisi che sta vivendo l’azienda.

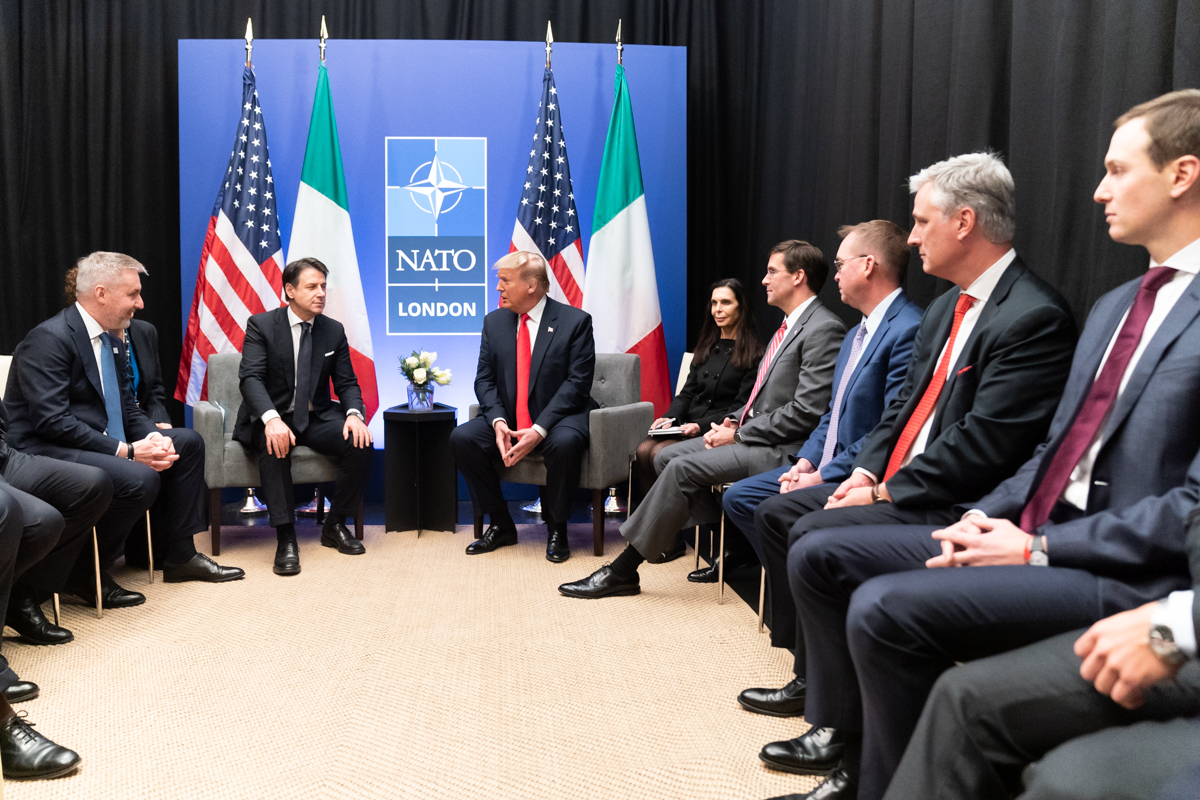
Il presidente del Consiglio Conte incontra il presidente Donald Trump al vertice NATO tenutosi a Londra

#### Dicembre
- 1º dicembre - Incontro tra tutti i membri del governo con il presidente del Consiglio per fare il punto sulla ratifica delle modifiche al Meccanismo europeo di stabilità (MES).
- 2 dicembre - In seguito a polemiche sulla gestione delle trattative, il presidente del Consiglio Giuseppe Conte riferisce dapprima alla Camera, poi al Senato riguardo al MES.
- 10 dicembre - Viene approvato il dl Clima.
- 18 dicembre - A Villa Madama il presidente del Consiglio Giuseppe Conte incontra il Segretario generale delle Nazioni Unite António Guterres.
- 21 dicembre - Il CdM approva il decreto Milleproroghe con la formula “salvo intese”.
- 23 dicembre - Con 334 favorevoli, 232 contrari e 4 astenuti la Camera approva la questione di fiducia sulla Legge di Bilancio 2020.
- 24 dicembre - Alle 4.44 del mattino la Camera approva definitivamente la Legge di Bilancio 2020 con 312 favorevoli e 153 contrari.
- 25 dicembre - Il Ministro dell’istruzione, università e ricerca Lorenzo Fioramonti rassegna le dimissioni con una lettera consegnata al presidente del Consiglio Giuseppe Conte.[71]
- 27 dicembre - Il presidente della Repubblica Sergio Mattarella firma il decreto, su proposta del presidente del Consiglio Giuseppe Conte e del ministro dell’interno Lamorgese, per l’indizione delle elezioni suppletive per il Collegio uninominale Campania - 07 del Senato della Repubblica.
- 28 dicembre - Il presidente del Consiglio Giuseppe Conte in conferenza stampa annuncia lo scorporo del MIUR, separandolo in due dicasteri: Ministero dell'istruzione e Ministero dell'università e della ricerca. A capo del primo dicastero ha indicato Lucia Azzolina, a capo del secondo Gaetano Manfredi.
- 30 dicembre - Il presidente della Repubblica Sergio Mattarella ha firmato il decreto con il quale si accettano le dimissioni del Ministro dell’istruzione, università e ricerca Lorenzo Fioramonti e viene affidato l'interim al presidente del Consiglio Giuseppe Conte.

### 2020

#### Gennaio
- 4 gennaio - A Palazzo Chigi si svolge un incontro tra il capo politico del Movimento 5 Stelle Luigi Di Maio e il segretario del Partito Democratico Nicola Zingaretti per definire i prossimi obiettivi di governo[72]. All’incontro non partecipano esponenti degli altri partiti della maggioranza.
- 9 gennaio - Il Consiglio dei ministri vara il decreto che prevede la suddivisione del MIUR in due dicasteri ossia Ministero dell'istruzione e Ministero dell'università e della ricerca.
- 10 gennaio - Lucia Azzolina e Gaetano Manfredi giurano nelle mani del presidente della Repubblica come Ministri rispettivamente dell’Istruzione la prima, dell’Università e Ricerca il secondo.
- 11 gennaio - Il presidente del Consiglio Giuseppe Conte riceve a Palazzo Chigi il premier del governo di Tripoli Fayez al-Sarraj per chiedere “il cessate il fuoco immediato” in Libia.
- 12 gennaio - La Presidenza del Consiglio comunica che, in mattinata, il Presidente del Consiglio Giuseppe Conte ha avuto colloqui telefonici, rispettivamente, con il Presidente del Consiglio Presidenziale libico Fayez al-Sarraj, con la Cancelliera federale tedesca Angela Merkel, e con il Presidente della Federazione Russa Vladimir Putin. Al centro dei colloqui i recenti sviluppi sul dossier libico, con particolare riferimento al “cessate il fuoco” e alla prosecuzione del processo di Berlino.
- 14 gennaio - A Palazzo Chigi si svolge una riunione sulla situazione che coinvolge Libia e Iran, presieduta dal Presidente del Consiglio Giuseppe Conte con i capigruppo di maggioranza e opposizione, i Presidenti delle Commissioni Esteri e Difesa di Camera e Senato, alla presenza del Ministro degli esteri, Luigi Di Maio, del Ministro della difesa, Lorenzo Guerini, del Ministro dell'interno, Luciana Lamorgese e del Ministro per i rapporti con il Parlamento, Federico D'Incà.
- 16 gennaio - Il Ministro dello sviluppo economico Stefano Patuanelli indica, con una circolare, i nuovi criteri e le modalità di concessione delle agevolazioni per le imprese localizzate nelle aree di crisi industriale, al fine di favorirne la riconversione e riqualificazione produttiva.
- 19 gennaio - Il Presidente del Consiglio Giuseppe Conte e il Ministro degli affari esteri Luigi Di Maio partecipano alla Conferenza di Berlino sulla Libia, per giungere ad una soluzione politica della crisi libica.
- 22 gennaio - Luigi Di Maio si dimette da capo politico del Movimento 5 Stelle, la reggenza viene assunta da Vito Crimi, membro anziano del Consiglio di garanzia; contestualmente Di Maio lascia anche la carica di capo-delegazione del Movimento al Governo.
- 23 gennaio - Il Consiglio dei Ministri vara il decreto che prevede il taglio del cuneo fiscale per i lavoratori, che entrerà in vigore da luglio.
- 26 gennaio - Elezioni regionali in Calabria ed Emilia-Romagna che vedono il centro-destra guidato da Forza Italia con Jole Santelli vincere nella prima regione, mentre in Emilia-Romagna vince il centro-sinistra guidato da Stefano Bonaccini del PD; si assiste inoltre ad un crollo del Movimento 5 Stelle in entrambe le regioni.
- 27 gennaio - Il CdM fissa per il 29 marzo 2020 la data del referendum costituzionale sulla riduzione del numero dei parlamentari e nomina Ernesto Maria Ruffini direttore dell'Agenzia delle entrate, Marcello Minenna direttore dell'Agenzia delle dogane e dei monopoli, Antonio Agostini direttore dell'Agenzia del demanio.
- 28 gennaio - Il ministro della giustizia, Alfonso Bonafede, viene eletto per acclamazione come nuovo capo delegazione della compagine governativa dei 5 Stelle.[73]
- 29 gennaio - Approvata in via definitiva la nuova legge «Norme in materia di disposizione del proprio corpo e dei tessuti post mortem a fini di studio, di formazione e di ricerca scientifica». (Legge Sileri). Ora chi lo desidera può scegliere di donare il proprio corpo e i propri tessuti alla ricerca scientifica e alla formazione medica, secondo norme certe e avendo tutte le garanzie necessarie.
- 30 gennaio - Durante la visita di Stato in Bulgaria il Presidente del Consiglio si è espresso a favore dell'allargamento dell'Unione europea agli Stati balcanici, ed ha sostenuto l'ingresso della Bulgaria nell'area Euro.[74] - Il presidente del Consiglio tiene una conferenza stampa in cui dichiara che sono stati accertati per la prima volta in Italia due casi di persone infette dal coronavirus, si tratta di due turisti cinesi in vacanza a Roma.[75]
- 31 gennaio - Il Consiglio dei Ministri decreta lo stato di emergenza sanitario nazionale della durata di sei mesi per rischio connesso al coronavirus.[76]

#### Febbraio
- 6 febbraio - Il Consiglio dei Ministri decide, su proposta del Presidente del Consiglio Giuseppe Conte, di istituire un tavolo di coordinamento per valutare gli effetti economici, culturali e sociali a seguito alla diffusione del coronavirus.
- 13 febbraio - Il Consiglio dei Ministri vara la riforma del processo penale. Alla riunione non hanno partecipato le due ministre di Italia Viva Teresa Bellanova e Elena Bonetti perché il partito di provenienza è in disaccordo sull’abolizione-riforma della prescrizione così come voluta dal governo.
- 14 febbraio - Il Presidente del Consiglio Giuseppe Conte e il Ministro per il Sud e la coesione territoriale Giuseppe Provenzano presentano a Gioia Tauro il "Piano per il Sud".
- 20/21 febbraio - Il Presidente del Consiglio Giuseppe Conte partecipa al Consiglio Europeo straordinario, relativo al Bilancio Pluriennale 2021 - 2027.
- 21 febbraio - Tramite il caso di un 38enne ricoverato in terapia intensiva presso l'ospedale di Codogno, emergono due focolai di infezioni di coronavirus in Italia, uno in Lombardia nel lodigiano e un altro in Veneto nel padovano, dove si registra anche una prima vittima. Da allora l'epidemia si è diffusa velocemente e il governo italiano ha risposto con misure di quarantena per le oltre 50 000 persone residenti negli undici comuni del Nord Italia più colpiti.
- 23 febbraio - Alle elezioni suppletive del Senato nel collegio Campania - 07 viene eletto Sandro Ruotolo come indipendente di centro-sinistra, in sostituzione di Franco Ortolani del Movimento 5 Stelle morto il 23 novembre 2019. Ruotolo viene eletto senatore con il 48% dei voti e un'affluenza pari al 9,5%. Il giorno successivo si iscrive al Gruppo misto, entrando ufficialmente in maggioranza.
- 27 febbraio - Il Presidente del Consiglio Giuseppe Conte incontra a Napoli il Presidente della Repubblica Francese Emmanuel Macron.

#### Marzo
- 1º marzo - A seguito delle dimissioni di Paolo Gentiloni dal ruolo di deputato, il Ministro dell'Economia Roberto Gualtieri viene eletto alla Camera dei Deputati nelle elezioni suppletive a Roma, sostenuto dalla coalizione di centro-sinistra (PD-IV-EV-Art.1-SI-PSI-DemoS), con il 62% dei voti e un'affluenza pari al 17,66%.
- 4 marzo - Con una conferenza stampa a Palazzo Chigi, il Presidente del Consiglio Giuseppe Conte annuncia il rinvio a data da destinarsi del referendum costituzionale sul taglio dei parlamentari a causa dell'emergenza da COVID-19 e il Ministro dell'Istruzione Azzolina annuncia la sospensione delle attività didattiche nelle scuole su tutto il territorio nazionale fino al 15 marzo (con possibile proroga) per contenere i contagi.
- 7 marzo - Il Segretario del Partito Democratico e Presidente della Regione Lazio Nicola Zingaretti dichiara di essere in isolamento in quanto positivo al coronavirus.
- 8 marzo - Con un nuovo decreto firmato dal Presidente del Consiglio Giuseppe Conte la "zona rossa" per contenere il contagio del coronavirus viene estesa fino al 3 aprile a tutta la Lombardia e ad altre 14 province: Modena, Parma, Piacenza, Reggio Emilia, Rimini, Pesaro e Urbino, Venezia, Padova, Treviso, Asti, Alessandria, Novara, Vercelli e Verbano-Cusio-Ossola. La riapertura delle scuole e delle università slitta dal 15 marzo al 3 aprile. Tra le misure restrittive il decreto prevede: spostamenti permessi solo per comprovati motivi di lavoro e salute, divieto di eventi che prevedano assembramenti di persone e chiusura di palestre, piscine, centri benessere, musei, centri culturali, cinema, teatri, stazioni sciistiche e nel fine settimana anche dei centri commerciali. I bar e i ristoranti potranno rimanere aperti fino alle 18 rispettando la distanza di sicurezza di un metro.
- 9 marzo - Su richiesta sia dei partiti di maggioranza che di quelli di opposizione, con un ulteriore decreto il Presidente del Consiglio Giuseppe Conte estende le restrizioni della cosiddetta "zona rossa" a tutto il territorio nazionale. Viene sospeso anche il campionato sportivo su richiesta del Ministro dello Sport Vincenzo Spadafora.
- 10 marzo - Il Presidente del Consiglio Giuseppe Conte incontra a Palazzo Chigi i leader dell'opposizione Matteo Salvini, Giorgia Meloni e Antonio Tajani che, anche per conto di alcuni governatori di centrodestra, gli chiedono di nominare un commissario straordinario e di estendere il cosiddetto decreto "Io resto a casa" firmato il 9 marzo anche agli uffici, al trasporto pubblico, ai bar, ai ristoranti, ai negozi e ai centri commerciali per un periodo di quarantena di almeno due settimane. Rimarrebbero così aperti solo i servizi essenziali come i supermercati e le farmacie. Vengono inoltre discusse le misure per fronteggiare le conseguenze economiche dell'emergenza da COVID-19.
- 11 marzo - Il governo stanzia 25 miliardi contro la COVID-19 e il Presidente del Consiglio Giuseppe Conte firma un nuovo decreto che prevede la chiusura di bar, ristoranti e negozi.
- 14 marzo - Il Viceministro della Salute Pierpaolo Sileri e la Viceministra dell'Istruzione Anna Ascani dichiarano di essere positivi al coronavirus.
- 16 marzo - Il governo vara il decreto "Cura Italia" e stanzia 25 miliardi per fronteggiare la COVID-19.
- 21 marzo - L'epidemia di coronavirus in Italia si aggrava sempre di più, soprattutto in Lombardia. Si registrano 53.578 casi positivi e 4.825 morti (792 nelle ultime 24 ore). Su pressione dei sindaci e dei governatori del Nord Italia, il governo vara misure ancora più restrittive, di fatto chiudendo tutte le attività produttive non essenziali.
- 24 marzo - Il Consiglio dei ministri approva una nuova stretta contro le violazioni delle norme per prevenire il coronavirus: sanzioni amministrative da 400 a 3000 euro per chi aggira le misure contenitive contro la COVID-19 e una pena massima di 5 anni per chi da positivo al virus viola la quarantena.
- 26 marzo - Un gruppo di 9 Paesi UE (Italia, Spagna, Portogallo, Grecia, Francia, Irlanda, Belgio, Lussemburgo e Slovenia) chiede all’Unione il lancio di titoli obbligazionari europei, i cosiddetti Eurobond o coronabond, per permettere di finanziare misure straordinarie per il sostegno di imprese e famiglie colpite dalla pandemia. Germania, Olanda, Austria e Finlandia si oppongono a questa proposta. Italia e Spagna, inoltre, rifiutano il MES con le condizionalità richieste dai Paesi rigoristi del Nord Europa.
- 28 marzo - Il governo stanzia, con ordinanza della Protezione civile, 400 milioni per buoni spesa ed erogazioni di generi alimentari per le famiglie in difficoltà.

#### Aprile
- 6 aprile - Il governo dà il via libera al "Decreto Liquidità", stanziando 400 miliardi alle imprese per prestiti coperti da garanzia statale.
- 23 aprile - Il Presidente del Consiglio Giuseppe Conte annuncia in conferenza stampa l'intenzione da parte dell'UE di istituire un "Recovery Fund" che aiuti economicamente i Paesi europei maggiormente colpiti dall'emergenza coronavirus, soprattutto l'Italia e la Spagna. La proposta viene appoggiata anche dalla Francia.
- 27 aprile - Il Presidente del Consiglio Giuseppe Conte è in visita in Lombardia per la prima volta dall'inizio dell'epidemia di coronavirus, a Milano, Bergamo e Brescia.
- 28 aprile - Il Presidente del Consiglio Giuseppe Conte è in visita a Genova per il varo del nuovo ponte Morandi. Visita successivamente anche Cremona e Piacenza.

#### Maggio
- 4 maggio - Il governo dà il via libera alla riapertura di alcune attività produttive e alle visite ai congiunti.
- 10 maggio - Il Presidente del Consiglio Giuseppe Conte e il Ministro degli Esteri Di Maio accolgono all'aeroporto di Ciampino Silvia Costanza Romano, cooperante milanese rapita e tenuta prigioniera per 18 mesi da un gruppo di terroristi integralisti islamici in Kenya e Somalia. La ragazza dichiara di essersi convertita all'Islam durante il suo sequestro.
- 13 maggio - Il Consiglio dei ministri dà il via libera al "Decreto Rilancio", una maxi manovra da 55 miliardi, che istituisce tra le altre cose il cosiddetto Superbonus 110%.
- 18 maggio - Finisce il lockdown in tutta Italia. Riaprono bar, ristoranti e parrucchieri. Cinema e teatri restano chiusi. Rimane vietato lo spostamento tra regioni.
- 20 maggio - Il Senato respinge, con 131 favorevoli e 160 voti contrari, la mozione di sfiducia al Ministro della giustizia Bonafede presentata dal centrodestra. Nella stessa giornata viene respinta (124 favorevoli, 150 contrari e 19 astenuti) anche la mozione di sfiducia presentata da Emma Bonino e altri sempre al Ministro Bonafede.
- 21 maggio - Il Presidente del Consiglio Giuseppe Conte tiene un’informativa alla Camera dei Deputati e al Senato per illustrare le misure attuate dal Governo per la fase 2.
- 27 maggio - La Presidente della Commissione Europea Ursula Von Der Leyen annuncia un piano, chiamato "Next Generation Eu", per far fronte all'emergenza coronavirus: 750 miliardi, di cui 500 a fondo perduto e gli altri 250 in prestiti. All’Italia spetterebbe la parte più corposa: 172,7 miliardi, di cui 81,807 versati come aiuti e 90,938 come prestiti.

#### Giugno
- 2 giugno - Il Presidente del Consiglio Giuseppe Conte partecipa alle celebrazioni per il 74º anniversario della nascita della Repubblica. Hanno preso parte anche alcune rappresentanze della Protezione Civile, del personale medico-sanitario, scientifico e del mondo del volontariato.
- 3 giugno - Il Presidente del Consiglio Giuseppe Conte tiene una conferenza stampa a Palazzo Chigi per illustrare la fase 3 e delineare le prossime azioni del governo in materia economica, di infrastrutture e trasporti e d'innovazione digitale. Via libera agli spostamenti tra Regioni.
- 6 giugno - Il Decreto Scuola viene approvato in via definitiva alla Camera dei Deputati. Il decreto prevede alcune novità per la conclusione dell'anno scolastico, segnato dall’emergenza Coronavirus e dalla didattica a distanza. Le più importanti modifiche riguardano gli esami di terza media e di maturità. Per il primo ciclo gli esami vengono eliminati e sostituiti da un elaborato finale da discutere online, con la valutazione finale da parte del consiglio di classe. La maturità, invece, diventa solamente una prova orale in presenza, mentre vengono aboliti gli scritti. La commissione sarà composta solamente da membri interni, con solo il presidente esterno. Con il Decreto Scuola è stato modificato anche il concorso straordinario per i precari della scuola secondaria di I e II grado. La prova a crocette è sostituita da una prova con quesiti a risposta aperta, diversa per ciascuna classe di concorso. Il bando, che era già stato pubblicato, verrà modificato.
- 8 giugno - Il Ministro degli Affari Esteri Luigi Di Maio presenta alla Farnesina un nuovo piano di rilancio da 1,4 miliardi per l'Export e per il Made in Italy. Inoltre il Comitato presieduto da Vittorio Colao presenta al Presidente del Consiglio Giuseppe Conte il rapporto: "Iniziative per il rilancio “Italia 2020-2022”.
- 10 giugno - I pm di Bergamo che indagano sulla mancata istituzione della zona rossa in Val Seriana, nei Comuni di Nembro e Alzano Lombardo, convocano il Presidente del Consiglio Giuseppe Conte, la Ministra dell'Interno Luciana Lamorgese e il Ministro della Salute Roberto Speranza come persone informate sui fatti.
- 11 giugno - Il 'family act', pacchetto di misure a sostegno delle famiglie redatto dalla ministra alle Pari Opportunità Elena Bonetti, viene varato in CdM. Tra le misure principali, a sostegno della famiglia istituisce l'assegno universale per figli. Tra gli altri punti fondamentali  il contributo per le rette di nidi e materne anche al 100%, il congedo per i neo papà che sale a dieci giorni, congedi usati anche per andare a parlare con i professori e un'indennità integrative per le mamme in rientro da congedo.
- 12 giugno - I pm di Bergamo incontrano a Palazzo Chigi il Presidente del Consiglio Giuseppe Conte, la Ministra dell'Interno Luciana Lamorgese e il Ministro della Salute Roberto Speranza per chiarire quanto accaduto in Val Seriana tra il 3 e il 9 marzo.
- 13 giugno - A Villa Pamphilj iniziano gli Stati Generali dell'Economia. Tra gli invitati, intervengono la presidente del Fondo Monetario Internazionale, Kristalina Georgieva, la presidente della Commissione Europea, Ursula von der Leyen, il presidente del Parlamento Europeo David Sassoli, la presidente della BCE, Christine Lagarde e il Governatore della Banca d’Italia, Ignazio Visco. I leader dell'opposizione Matteo Salvini, Giorgia Meloni e Silvio Berlusconi rifiutano l'invito a partecipare e disertano l'evento, in polemica con il governo. Il Ministro della Salute Roberto Speranza firma un accordo con l'azienda biofarmaceutica AstraZeneca per 400 milioni di dosi di vaccino anti-Covid da destinare a tutta la popolazione europea, insieme ai suoi omologhi di Germania, Francia e Olanda.
- 15 giugno - Nella seconda giornata di Stati Generali intervengono Vittorio Colao, responsabile del Comitato di esperti in materia economico-sociale, i sindacati dei lavoratori, la Conferenza delle Regioni e delle Province autonome, l'Associazione Nazionale Comuni Italiani e l'Unione delle Province d'Italia.
- 16 giugno - Nella terza giornata di Stati Generali partecipano i rappresentanti del settore commerciale e dell'artigianato.
- 17 giugno - Nella quarta giornata di Stati Generali partecipano i rappresentanti del settore produttivo, tra cui Confindustria. In mattinata il Presidente del Consiglio Giuseppe Conte tiene un'informativa al Parlamento in vista della riunione del Consiglio Europeo del 19 giugno.
- 18 giugno - Nella quinta giornata di Stati Generali partecipano i rappresentanti del settore agricolo-alimentare, turistico e dell’editoria.
- 19 giugno - Nella sesta giornata di Stati Generali partecipano le associazioni di categoria dei professionisti.
- 20 giugno - Nella settima giornata di Stati Generali partecipano alcune multinazionali italiane e i rappresentanti delle associazioni ambientali e dei disabili e di alcune università.
- 21 giugno - Si concludono gli Stati Generali. Il Presidente del Consiglio Giuseppe Conte propone alla sua maggioranza di adottare una rimodulazione dell'Iva.
- 26 giugno - Il Presidente del Consiglio Giuseppe Conte e il Ministro dell'Istruzione Lucia Azzolina tengono una conferenza stampa a Palazzo Chigi nella quale vengono elencate le linee guida in vista dell'inizio del successivo anno scolastico, programmato per il 14 settembre. Viene stanziato un miliardo di euro per la digitalizzazione della scuola e per ulteriori opere di edilizia scolastica.
- 27 giugno - Il Presidente del Consiglio Giuseppe Conte incontra a Roma il Presidente del Consiglio Presidenziale Libico Fayez al Serraj.
- 30 giugno - Il Consiglio Europeo trova un accordo valido dal 1º luglio per riaprire le frontiere esterne dell'Unione Europea a 15 Stati ritenuti sicuri: Algeria, Australia, Canada, Georgia, Giappone, Montenegro, Marocco, Nuova Zelanda, Ruanda, Serbia, Corea del Sud, Thailandia, Tunisia, Uruguay e Cina, a patto che Pechino faccia lo stesso verso gli europei. Il Ministro della Salute Roberto Speranza decide, però, di imporre una quarantena di 15 giorni a chi entra in Italia da questi Paesi.
- 30 giugno - Il deputato PD Alessandro Zan deposita alla Camera dei Deputati il disegno di legge contro l'omofobia e la misoginia, sostenuta dalle forze politiche di maggioranza.

#### Luglio
- 6 luglio - Il Decreto Semplificazioni viene approvato in Consiglio dei Ministri. Cinquanta grandi opere prioritarie, ferroviarie e stradali, potranno essere commissariate con appositi dpcm. Si va dai porti alle direttrici ferroviarie fino agli aeroporti, alle città metropolitane e alle strade e autostrade. Tra le opere commissariate da costruire o ultimare ci sono 12 opere idriche (dighe o acquedotti) di nuova realizzazione o di messa in sicurezza, 15 opere ferroviarie (Codogno-Cremona-Mantova, Palermo-Milo-Trapani, Palermo-Catania-Messina, Roma-Pescara, Cintura Nord di Roma, Fortezza-Verona, Venezia-Trieste, nodo ferroviario di Genova, Genova-Ventimiglia, Pontremolese, Salerno-Reggio Calabria, Napoli-Bari, Taranto-Potenza-Salerno, Pescara-Bari, Ferrandina-Matera) e 9 infrastrutture stradali (A24-A25, Ragusana, tratta Monte Romano-Civitavecchia della SS 675, tratta Tarquinia-San Pietro in Palazzi della A12, autostrada Roma-Latina, potenziamento della SS 4 Salaria, SS 106, E78, ricostruzione del ponte autostradale di Albiano Magra).[77] Viene modificato il reato di abuso d'ufficio.
- 7 luglio - Il Ministro della Salute Roberto Speranza, in accordo con il Ministro degli Esteri Luigi Di Maio, ordina la sospensione dei voli in arrivo dal Bangladesh a seguito del numero significativo di casi positivi al Covid-19 riscontrati sull'ultimo volo arrivato a Roma da Dacca. Il Presidente del Consiglio Giuseppe Conte incontra a Lisbona il Primo ministro della Repubblica di Portogallo António Costa.
- 8 luglio - Il Presidente del Consiglio Giuseppe Conte incontra a Madrid il Presidente del Governo spagnolo Pedro Sánchez. Lo stesso giorno il Ministro delle Infrastrutture e dei Trasporti Paola De Micheli invia una lettera al sindaco di Genova Marco Bucci e assegna la gestione temporanea del ponte Morandi alla società Autostrade per l'Italia. Il Presidente del Consiglio Giuseppe Conte dichiara che le trattative tra la società e il governo sono ancora in corso e che l'eventualità di una revoca futura non è da escludere in tempi brevi.
- 9 luglio - Il Ministro della Salute Roberto Speranza sospende i voli, diretti e indiretti, da e per questi Paesi: Armenia, Bahrein, Bangladesh, Brasile, Bosnia Erzegovina, Cile, Kuwait, Macedonia del Nord, Moldova, Oman, Panama, Perù e Repubblica Dominicana.
- 10 luglio - Il Presidente del Consiglio Giuseppe Conte partecipa alla cerimonia d'innalzamento delle paratoie del Mose a Venezia. In serata incontra a L'Aja il Primo Ministro del Regno dei Paesi Bassi Mark Rutte.
- 13 luglio - Il Presidente del Consiglio Giuseppe Conte incontra a Meseberg la Cancelliera tedesca Angela Merkel.
- 14 luglio - Il Presidente del Consiglio Giuseppe Conte si reca in visita all'ambasciata francese a Roma per le celebrazioni del 14 luglio. Durante il CdM il governo ha trovato un accordo con ASPI che prevede un risarcimento allo stato di 3,4 miliardi di euro, l'immediato passaggio del controllo di ASPI a Cassa depositi e prestiti e altri punti relativi sia all'assetto societario e alla transazione stessa. In caso di mancato adempimento il governo ricorrerà alla revoca della concessione. Inoltre vengono fissati come giorni per il referendum confermativo in materia di riduzione del numero dei parlamentari e le elezioni suppletive del Senato in Sardegna e Veneto il 20 e 21 settembre.
- 15 luglio - Il Presidente del Consiglio Giuseppe Conte tiene un'informativa in Parlamento in vista del Consiglio europeo straordinario del 17 e 18 luglio.
- 16 luglio - Il Ministro della Salute Roberto Speranza vieta l'ingresso in Italia da Serbia, Montenegro e Kosovo a causa dell'aumento di contagi Covid-19 nei Balcani. L'aula del Senato approva definitivamente il "Decreto Rilancio" con 159 sì, 121 no e nessun astenuto. In serata il Presidente del Consiglio Giuseppe Conte incontra a Bruxelles il Presidente della Repubblica francese Emmanuel Macron.
- Dal 17 al 21 luglio il Presidente del Consiglio Giuseppe Conte partecipa al Consiglio europeo straordinario a Bruxelles. Nonostante l'opposizione dei cosiddetti Paesi "frugali" (Olanda, Austria, Danimarca, Svezia e Finlandia), il Consiglio europeo trova un accordo sul Recovery Fund. All'Italia andrà una fetta consistente dei 750 miliardi ovvero 81 miliardi di sussidi a fondo perduto e 127 miliardi di prestiti. I Paesi "frugali" ottengono un incremento dei "rebates", ovvero gli sconti alla contribuzione del bilancio europeo di cui già beneficiano. Viene scongiurato il potere di veto di un singolo Stato membro ma viene introdotta una forma di controllo ("emergency brake") da parte della Commissione Europea su come saranno impiegate le risorse UE dai singoli Stati.
- 22 luglio - Il Presidente del Consiglio Giuseppe Conte tiene un'informativa in Parlamento sugli esiti del Consiglio europeo straordinario. In CdM viene dato il via libera a uno scostamento di bilancio di 25 miliardi. Il governo decide, inoltre, di portare in Parlamento la proposta di proroga al 31 ottobre dello stato d'emergenza.
- 24 luglio - Il Ministro della salute Roberto Speranza impone la quarantena obbligatoria di 14 giorni a chi proviene da Romania e Bulgaria.
- 28 luglio - In mattinata il Ministro dell'istruzione Lucia Azzolina tiene un'informativa alla Camera dei Deputati sull'apertura dell'anno scolastico. Nel pomeriggio il Presidente del Consiglio Giuseppe Conte tiene un'informativa al Senato sulle ulteriori iniziative in relazione all'emergenza da COVID-19. Il giorno seguente replicheranno rispettivamente al Senato e alla Camera dei Deputati. Il Senato approva la proroga dello stato d'emergenza fino al 15 ottobre con 157 voti favorevoli e 125 voti contrari.
- 29 luglio - La Camera dei Deputati approva la proroga dello stato d'emergenza fino al 15 ottobre con 286 voti favorevoli, 221 contrari e 5 astenuti. Il Senato approva uno scostamento di bilancio di 25 miliardi con 170 voti favorevoli, 4 contrari e 133 astenuti, approvato anche alla Camera con 326 voti favorevoli, un contrario e 222 astenuti.
- 30 luglio - Il Senato dà il via libera all'autorizzazione a procedere contro il senatore Matteo Salvini per il caso Open Arms risalente all'agosto 2019, quand'era Ministro dell'interno. La relazione della giunta presieduta dal senatore Maurizio Gasparri - contraria all'autorizzazione - è bocciata dall'Aula con 149 voti contrari, 141 favorevoli e un astenuto.
- 31 luglio - Il CdM vara un decreto ad hoc per obbligare la Puglia ad applicare il principio della parità di genere alle elezioni regionali del 20-21 settembre.

#### Agosto
- 1º agosto - Il Ministro della Salute Roberto Speranza rinnova le misure di distanziamento sociale anti-Covid sui treni ad alta velocità.
- 3 agosto - Il Presidente del Consiglio Giuseppe Conte partecipa, insieme al Ministro dell'istruzione Lucia Azzolina e al Presidente della Commissione Parlamentare Antimafia Nicola Morra, all'incontro “Legalitour: percorsi di legalità, formazione ed orientamento nel sistema educativo nazionale di istruzione” a Cerignola (FG), il cui obiettivo è permettere agli studenti di frequentare i centri estivi nei beni confiscati alla criminalità organizzata. Successivamente il Presidente del Consiglio Giuseppe Conte partecipa all'inaugurazione del nuovo ponte autostradale San Giorgio a Genova, a quasi due anni di distanza dalla tragedia del crollo del Ponte Morandi.
- 4 agosto - Il Ministero dell'istruzione pubblica il documento completo con il decreto di adozione delle Linee guida per la ripresa delle attività in presenza dei servizi educativi e delle scuole dell'infanzia per la fascia 0-6 anni.
- 7 agosto - Il Presidente del Consiglio Giuseppe Conte firma un nuovo DPCM in cui vengono prorogate fino al 7 settembre le misure precauzionali minime per il contrasto e il contenimento della diffusione del coronavirus.
- 16 agosto - Considerato l'aumento dei contagi tra i giovani, il governo decide di chiudere le discoteche (riaperte in alcune regioni italiane, tra cui la Sardegna) e impone l'obbligo di indossare la mascherina all'aperto dopo le 18 nei luoghi in cui si creano assembramenti.

#### Settembre
- 7 settembre - Il Presidente del Consiglio Giuseppe Conte firma un nuovo DPCM in cui vengono prorogate fino al 7 ottobre le misure precauzionali minime per il contrasto e il contenimento della diffusione del coronavirus.
- 8 settembre - Il Presidente del Consiglio Giuseppe Conte incontra a Beirut le alte cariche libanesi e visita i luoghi dove sono avvenute le esplosioni del 4 agosto.
- 9 settembre - Il Presidente del Consiglio Giuseppe Conte tiene una conferenza stampa in merito alla ripresa dell’anno scolastico.
- 10 settembre - Il Decreto Semplificazioni viene approvato in via definitiva alla Camera dei Deputati con 214 voti a favore e 149 voti contrari. Nel pomeriggio il Presidente del Consiglio Giuseppe Conte partecipa al 7º vertice dei Paesi del Sud dell’UE, tenutosi ad Ajaccio.
- 15 settembre - In seguito alla riapertura delle scuole avvenuta il giorno prima, il Presidente del Consiglio Giuseppe Conte visita l'Istituto "De Gasperi-Battaglia" di Norcia.
- 20-21 settembre - Nel corso di una singola consultazione elettorale distribuita in due giorni, si vota in tutta Italia per il referendum costituzionale, in 7 regioni (Campania, Liguria, Marche, Puglia, Toscana, Valle d'Aosta, Veneto) per le elezioni regionali, in 957 comuni per le elezioni amministrative, e infine per le elezioni suppletive in due seggi uninominali del Senato rimasti vacanti (Sassari e Villafranca di Verona).
- 23 settembre - Il Presidente del Consiglio Giuseppe Conte incontra a Palazzo Chigi il Presidente della Repubblica di Polonia Andrzej Duda.
- 25 settembre - Il Sottosegretario di Stato alla Presidenza del Consiglio Riccardo Fraccaro sigla l’intesa di cooperazione Italia-USA nell’ambito dell’esplorazione dello spazio, che attraverso il Programma Artemis, porterà la prima donna sulla Luna e successivamente su Marte.[78]
- 29 settembre - Il Presidente del Consiglio Giuseppe Conte incontra a Palazzo Chigi la Presidente della Confederazione svizzera Simonetta Sommaruga.
- 30 settembre - Il Presidente del Consiglio Giuseppe Conte riceve a Palazzo Chigi il Segretario di Stato USA Mike Pompeo.

#### Ottobre
- 1-2 ottobre - Il Presidente del Consiglio Giuseppe Conte partecipa al Consiglio europeo straordinario a Bruxelles.
- 6 ottobre - Il Decreto Agosto viene approvato dal Senato con 148 voti favorevoli, 117 contrari e nessun astenuto.
- 7 ottobre - Il CdM delibera la proroga dello stato d'emergenza fino al 31 gennaio 2021. A causa dell'aumento dei contagi, un nuovo Dl impone l'obbligo di indossare la mascherina anche all'aperto se in presenza di persone non conviventi.
- 9 ottobre - Il Presidente del Consiglio Giuseppe Conte incontra a Palazzo Chigi la Presidente della Repubblica ellenica Katerina Sakellaropoulou.
- 12 ottobre - Il Decreto Agosto viene approvato in via definitiva dalla Camera con 265 voti favorevoli, 180 contrari e 2 astenuti.
- 13 ottobre - Il Presidente del Consiglio Giuseppe Conte firma un nuovo DPCM in cui vengono prorogate fino al 13 novembre le misure precauzionali minime per il contrasto e il contenimento della diffusione del coronavirus, a cui si aggiungono il divieto di gite scolastiche, di feste private sia al chiuso e all'aperto e di praticare sport amatoriali. Nel pomeriggio tiene un'informativa in Senato in vista del Consiglio europeo del 15 e 16 ottobre. Il giorno seguente replicherà alla Camera.
- 15-16 ottobre - Il Presidente del Consiglio Giuseppe Conte partecipa al Consiglio europeo a Bruxelles.
- 18 ottobre - Il Presidente del Consiglio Giuseppe Conte firma un nuovo DPCM che impone delle restrizioni per le attività di ristorazione, per le attività sportive dilettantistiche e che prevede la facoltà da parte dei comuni di disporre la chiusura al pubblico di luoghi ove si possano creare assembramenti e la possibilità per le scuole di effettuare turni pomeridiani.
- 19 ottobre - Il Presidente del Consiglio Giuseppe Conte e il Ministro dell'Economia e delle Finanze Roberto Gualtieri presentano in conferenza stampa la legge di bilancio 2021.
- 20 ottobre - Il Presidente del Consiglio Giuseppe Conte incontra a Palazzo Chigi il Presidente del Governo spagnolo Pedro Sánchez.
- 21 ottobre - Il Presidente del Consiglio Giuseppe Conte tiene un'informativa al Senato sulle misure adottate dal Governo con il nuovo DPCM. Il giorno successivo replicherà alla Camera dei Deputati.
- 22 ottobre - Il Presidente del Consiglio Giuseppe Conte incontra a Palazzo Chigi il Presidente del Consiglio Presidenziale libico Fayez al-Sarraj; partecipano anche il Ministro degli Affari esteri e della cooperazione internazionale Luigi Di Maio e l'omologo libico Mohamed Taher Siala.
- 25 ottobre - Il Presidente del Consiglio Giuseppe Conte firma un nuovo DPCM con ulteriori restrizioni valide fino al 24 novembre per contrastare l'epidemia da coronavirus; tra cui la chiusura di teatri, cinema, palestre e piscine, il potenziamento della didattica a distanza nelle scuole fino al 75% e la chiusura anticipata di bar e ristoranti alle ore 18. In varie città (Napoli, Roma, Catania, Milano, Torino, Trieste) si tengono manifestazioni di protesta, con occasionali atti di vandalismo e scontri con la polizia.
- 27 ottobre - Il CdM dà il via libera al Decreto Ristori.
- 29 ottobre - Il Presidente del Consiglio Giuseppe Conte tiene un’informativa in Parlamento sui contenuti del nuovo DPCM.

#### Novembre
- 2 novembre - Il Presidente del Consiglio Giuseppe Conte tiene un'informativa in Parlamento in merito alla situazione epidemiologica e sulle eventuali ulteriori misure per fronteggiare l'emergenza da Covid-19.
- 3 novembre - Il Presidente del Consiglio firma un nuovo DPCM contenente misure contro la COVID-19, in vigore dal 6 novembre al 3 dicembre: oltre a chiusure di varie attività, stabilisce che le regioni vengano classificate in 3 diverse zone di criticità (gialla, arancione e rossa, con relative restrizioni via via più intense), in base al rischio epidemiologico di ognuna, tramite apposite ordinanze del Ministro della salute, dalla durata non inferiore a 2 settimane.
- 4 novembre - Il Presidente del Consiglio Giuseppe Conte riceve a Palazzo Chigi il Primo Ministro della Repubblica del Kosovo Avdullah Hoti. Trova la sua prima applicazione il sistema delle aree di criticità differenziate per regione e individuate da ordinanze del Ministro della salute, in vigore dal 6 al 20 novembre. La Camera approva il ddl sull'omofobia con 265 voti favorevoli, 193 contrari e un astenuto.[79]
- 6 novembre - Il CdM dà il via libera al Decreto Ristori bis.
- 9 novembre - Il CdM, valutata la situazione sanitaria nella Regione Calabria, dichiarata zona rossa, posticipa il voto regionale tra il 10 febbraio e il 15 aprile 2021 (le elezioni si sarebbero dovute tenere a dicembre 2020, due mesi dopo la scomparsa di Jole Santelli).
- 10 novembre - Con nuove ordinanze del ministro della salute, in vigore dall'11 al 25 novembre, vengono aggiornati gli scenari di rischio epidemiologico distinti per regione.
- 13 novembre - Con nuove ordinanze del ministro della salute, in vigore dal 15 al 29 novembre, vengono aggiornati gli scenari di rischio epidemiologico distinti per regione.
- 20 novembre - Il CdM dà il via libera al Decreto Ristori ter da 1,5 miliardi e ad uno scostamento di bilancio da 8 miliardi.
- 24 novembre - Il Ministro della Salute Roberto Speranza rinnova le misure restrittive relative alla provincia di Bolzano (zona rossa) e alle regioni Basilicata, Liguria e Umbria (zona arancione).
- 25 novembre - Il Presidente del Consiglio Giuseppe Conte incontra il premier spagnolo Pedro Sánchez a Palma de Mallorca in occasione del XIX Vertice ispano-italiano.
- 26 novembre - La Camera dei Deputati approva lo scostamento di bilancio da 8 miliardi, con 552 voti favorevoli e 6 astenuti.
- 27 novembre - Con nuove ordinanze del ministro della salute, in vigore dal 29 novembre al 13 dicembre, vengono aggiornati gli scenari di rischio epidemiologico distinti per regione. Il prefetto Guido Longo viene nominato commissario alla sanità in Calabria.
- 30 novembre - Il CdM dà il via libera al Decreto Ristori quater e fissa le elezioni regionali in Calabria al 14 febbraio 2021.

#### Dicembre
- 1º dicembre - Inizia il turno di presidenza italiana del G20, la cui conclusione è prevista per il 31 ottobre 2021.
- 3 dicembre - Il governo elabora un nuovo DPCM (in vigore dal 4 dicembre al 15 gennaio), in vista delle festività natalizie che vieta gli spostamenti regionali e tra comuni.
- 5 dicembre - Con nuove ordinanze del ministro della salute, in vigore dal 6 al 20 dicembre, vengono aggiornati gli scenari di rischio epidemiologico distinti per regione.
- 9 dicembre - Il Parlamento vota per approvare o respingere le comunicazioni del Presidente del consiglio in merito alla riforma del MES, oggetto di discussione nell'Eurogruppo del successivo 10 e 11 dicembre. Sia la Camera (314 favorevoli, 239 contrari, 9 astenuti) sia il Senato (156 favorevoli, 129 contrari, 4 astenuti) approvano la risoluzione di maggioranza.
- 11 dicembre - Con nuove ordinanze del ministro della salute, in vigore dal 13 al 27 dicembre, vengono aggiornati gli scenari di rischio epidemiologico distinti per regione.
- 16 dicembre - Il Senato approva il Dl Ristori con 154 voti favorevoli e 122 contrari.
- 17 dicembre - Il Presidente del Consiglio Giuseppe Conte e il Ministro degli Esteri Luigi Di Maio si recano in Libia, a Bengasi, per la liberazione dei due equipaggi di pescatori di Mazara del Vallo sequestrati, con i loro due pescherecci, da 108 giorni.
- 18 dicembre - Con 153 voti a favore, 2 contrari e 4 astenuti i nuovi Decreti Sicurezza vengono approvati in via definitiva al Senato. La Camera dei Deputati approva in via definitiva il Dl Ristori con 303 voti favorevoli e 215 contrari. Il Presidente del Consiglio Giuseppe Conte presenta il nuovo DPCM (in vigore dal 24 dicembre al 6 gennaio), che prevede una zona rossa nazionale nei giorni festivi e prefestivi e una zona arancione nazionale nei giorni feriali. Sono presenti deroghe nello spostamento per i residenti in comuni con meno di 5 000 abitanti.
- 20 dicembre - Il Ministro della Salute Roberto Speranza firma il blocco dei voli dal Regno Unito, a causa della nuova variante inglese (più contagiosa) del coronavirus.
- 23 dicembre - La Camera approva la legge di bilancio per il 2021, su cui il governo ha posto la questione di fiducia, con 314 favorevoli, 230 contrari e 2 astenuti.
- 27 dicembre - Ha inizio la campagna di vaccinazione contro il SARS-CoV-2, tramite le prime 9 750 dosi di vaccino giunte in Italia il 25 dicembre.
- 30 dicembre - Il Senato approva la legge di bilancio per il 2021, su cui il governo ha posto la questione di fiducia, con 156 favorevoli e 124 contrari.

### 2021

#### Gennaio
- 3 gennaio - Il presidente del Consiglio Conte incontra i capidelegazione della maggioranza di Governo e il Comitato tecnico scientifico per un confronto sull’emergenza Covid.
- 6 gennaio - I genitori di Giulio Regeni presentano un esposto alla procura della Repubblica di Roma nei confronti del Governo per aver autorizzato ad agosto 2020 la vendita di due fregate all'Egitto[80] in violazione della legge 185 del 1990, che vieta la vendita di armi a paesi "i cui governi sono responsabili di gravi violazioni delle convenzioni internazionali in materia di diritti umani, accertate dai competenti organi delle Nazioni Unite, dell’Unione Europea o del Consiglio d’Europa".[81]
- 8 gennaio - Con nuove ordinanze del ministro della salute, in vigore dal 10 al 24 gennaio, vengono aggiornati gli scenari di rischio epidemiologico distinti per regione.
- 12 gennaio - Il Consiglio dei ministri, riunito in tarda serata, approva il Piano Nazionale di Ripresa e Resilienza (PNRR), il documento che stabilisce la destinazione d'uso dei fondi e prestiti del Next Generation EU spettanti all'Italia. Il piano viene approvato all'unanimità, eccettuate le ministre Bellanova e Bonetti, appartenenti ad Italia Viva e astenutesi poiché il loro partito pretende che l'Italia ricorra al MES.[82]
- 13 gennaio - Nel pomeriggio Matteo Renzi annuncia il ritiro degli esponenti di Italia Viva dall'esecutivo, avviando la crisi di governo,[83] a seguito di tensioni durate settimane.[84][85] In serata il Consiglio dei ministri approva un decreto-legge: il divieto di spostamento tra regioni è prorogato fino al 15 febbraio e lo stato di emergenza fino al 30 aprile 2021. Inoltre viene istituita una «zona bianca» per le regioni dallo scenario epidemiologico inferiore allo scenario di livello "giallo".[86]
- 14 gennaio - Viene varato un nuovo DPCM contenente misure contro la COVID-19, in vigore dal 16 gennaio al 5 marzo 2021.
- 16 gennaio - Con nuove ordinanze del ministro della salute, in vigore dal 17 al 31 gennaio, vengono aggiornati gli scenari di rischio epidemiologico distinti per regione.
- 17 gennaio - Il Ministro della Salute Roberto Speranza firma il blocco dei voli dal Brasile.
- 18 gennaio - Il Presidente del Consiglio rende le sue comunicazioni nell’aula di Montecitorio in relazione alla situazione politica in atto, ponendo la questione di fiducia sulla risoluzione di maggioranza (non firmata da Italia Viva) per verificare l'appoggio parlamentare all'esecutivo. La Camera conferma la fiducia al governo con 321 voti favorevoli, 259 contrari e 27 astenuti (i deputati di Italia Viva). Vota a favore anche la deputata Renata Polverini (FI), contestualmente fuoriuscendo dal proprio partito.[87]
- 19 gennaio - Anche il Senato conferma la fiducia al governo con 156 voti favorevoli, 140 contrari e 16 astenuti (i senatori di Italia Viva) in seguito alle comunicazioni del Presidente Conte. Votano a favore anche due senatori appartenenti a Forza Italia, Andrea Causin e Mariarosaria Rossi, di conseguenza espulsi dal partito,[88] e Riccardo Nencini (IV-PSI). Non partecipano al voto i senatori Francesco Castiello (M5S), Mauro Maria Marino (IV), Sandro Biasotti e Salvatore Sciascia (FI), Umberto Bossi (Lega), nonché i senatori a vita Giorgio Napolitano (Autonomie), Renzo Piano e Carlo Rubbia (non iscritti).[89] Il governo ottiene quindi la maggioranza relativa, ma non quella assoluta (di 161 voti).[90]
- 20 gennaio - La Camera dei Deputati approva rispettivamente con 523 voti favorevoli, 3 contrari e 2 astenuti uno scostamento di bilancio da 32 miliardi di euro; il provvedimento passa anche al Senato con 291 voti favorevoli e 1 astenuto. Il governo indica 30 commissari straordinari per 59 opere infrastrutturali, incluse le 36 elencate nel Decreto Semplificazioni, la cui nomina dovrà essere sottoposta al vaglio del Parlamento.[91]
- 21 gennaio - Il CDM nomina Pietro Benassi come Sottosegretario alla Presidenza del Consiglio dei Ministri. Avrà la delega alle informazioni per la sicurezza.
- 23 gennaio - Con nuove ordinanze del ministro della salute, in vigore dal 24 gennaio al 7 febbraio, vengono aggiornati gli scenari di rischio epidemiologico distinti per regione.
- 25 gennaio - Prendendo atto che la relazione sulla prescrizione del Ministro della giustizia Bonafede (in programma in aula per mercoledì 27 o giovedì 28 gennaio) non avrebbe ottenuto i voti necessari per l'approvazione al Senato, Giuseppe Conte annuncia le sue dimissioni per il giorno seguente.[92]
- 26 gennaio - In mattinata, il CdM vara un decreto sull'autonomia del CONI in vista della partecipazione italiana alle Olimpiadi di Tokyo,[93] quindi Giuseppe Conte lascia Palazzo Chigi e sale al Quirinale, dove rassegna le dimissioni nelle mani del Presidente della Repubblica, rimanendo in carica per il disbrigo degli affari correnti.[94]
- 27 gennaio - Iniziano le consultazioni al Quirinale del Presidente della Repubblica Sergio Mattarella con la Presidente del Senato Maria Elisabetta Alberti Casellati, il Presidente della Camera Roberto Fico.[95]
- 28 gennaio - Proseguono le consultazioni del Presidente della Repubblica, che in giornata riceve le delegazioni del Gruppo parlamentare Per le Autonomie del Senato, dei Gruppi misti di Senato e Camera, di Liberi e Uguali, di Italia Viva e del Partito Democratico.[96]
- 29 gennaio - Il governo decide di revocare le autorizzazioni concesse per l'esportazione di armamenti verso l'Arabia Saudita e gli Emirati Arabi Uniti.[97] Terzo giorno di consultazioni al Quirinale, con i partiti della coalizione di centrodestra (Forza Italia, Fratelli d'Italia, Lega, Idea, Cambiamo!, Noi con l'Italia, Alleanza di Centro, Unione Sudamericana Emigrati Italiani e Unione di Centro) e con il M5S. Il Presidente della Repubblica, al termine del primo giro di consultazioni, affida al Presidente della Camera Fico un mandato esplorativo per verificare la formazione di un governo sostenuto dalla maggioranza che sosteneva il Conte II.[98]
- 30 gennaio - Iniziano le consultazioni del Presidente della Camera Roberto Fico. Alle ore 16:00 incontra la delegazione del M5S. Alle 17:20 incontra la delegazione del PD. Alle ore 18:40 la delegazione di Italia Viva. Chiude la giornata l'incontro con la delegazione di LeU.
- 31 gennaio - Secondo giorno di consultazioni di Fico. Alle ore 10:00 l'incontro con la delegazione di Europeisti-MAIE-CD. Alle ore 11:20 l'incontro con la delegazione di Per le Autonomie. Alle ore 12:40 l'incontro con la delegazione del gruppo parlamentare Misto della Camera, e alle 14:00 con la delegazione del gruppo parlamentare Misto del Senato.

#### Febbraio
- 2 febbraio - Il Presidente della Camera Roberto Fico si reca al palazzo del Quirinale per riferire al Capo dello Stato l'esito negativo del mandato esplorativo. Il Presidente della Repubblica Sergio Mattarella decide di convocare per il giorno successivo Mario Draghi, già governatore della Banca d'Italia e presidente della Banca centrale europea.[99]
- 3 febbraio - Il professor Mario Draghi accetta con riserva l’incarico di formare un nuovo governo.[100][101]
- 12 febbraio - Nel corso dell'ultimo CdM del governo Conte II, l'esecutivo vara un decreto-legge che stabilisce nuove restrizioni sugli spostamenti tra regioni fino al 25 febbraio. Con nuove ordinanze del ministro della salute, vengono aggiornati gli scenari di rischio epidemiologico distinti per regione.
- 13 febbraio - Con la formazione ed il giuramento del nuovo governo Draghi, termina ufficialmente il governo Conte II. Il Presidente uscente Conte lascia pertanto Palazzo Chigi a seguito della consueta cerimonia della campanella, che segna il passaggio delle consegne con il nuovo Presidente del Consiglio Draghi.